# Notoficula signyensis
Notoficula signyensis is een slakkensoort uit de familie van de Eratoidae. De wetenschappelijke naam van de soort is voor het eerst geldig gepubliceerd in 1983 door Oliver.